# Златният зъб
„Златният зъб“ е български игрален филм (криминален) от 1962 година на режисьора Антон Маринович, по сценарий на Антон Маринович и Костадин Спасов. Оператор е Емил Рашев. Музиката във филма е композирана от Константин Илиев.

## Актьорски състав
- Георги Георгиев – Гец – Капитан Продан Липовски, Златният зъб
- Стефан Пейчев – Доктор Иван Делиев, Прилепа
- Никола Гълъбов – Майор Христо Радев, капитан Кирчев
- Лиляна Донева – Ваня
- Георги Калоянчев – Милият
- Георги Попов – Полковникът
- Любомир Димитров – Майор Огнянов
- Иван Андонов – Алексиев
- Коста Цонев – Капитан Луков
- Димитър Бочев – Горанов
- Щилян Кънев – Милиционерът
- Найчо Петров – Келнерът
- Никола Дадов – Мечо
- Динко Динев – Полковник Венцислав Пантелеевски
- Йордан Спасов
- Николай Дойчев